# União das Freguesias de Fornelo e Vairão
União das Freguesias de Fornelo e Vairão, kurz Fornelo e Vairão, ist eine Gemeinde (Freguesia) im Kreis (Concelho) von Vila do Conde im Norden Portugals.
In der Gemeinde leben 2.643 Einwohner auf einer Fläche von 10,85 km² (Stand nach Zahlen von 2011).
Die Gemeinde entstand im Zuge der Gebietsreform in Portugal am 29. September 2013 durch Zusammenlegung der Gemeinden Fornelo und Vairão. Fornelo wurde Sitz der Gemeinde, die ehemalige Gemeindeverwaltung in Vairão blieb als Bürgerbüro weiter bestehen.